# Ludwig Warnemünde
Ludwig Warnemünde (* 10. Oktober 1916 in Kiel; † 24. September 2002 in Pinneberg) war ein deutscher Leichtathlet, der für St. Georg Hamburg, LSV Rerik, Vfl Pinneberg, SC Victoria Hamburg und ETSV Altona-Eidelstedt startete und fünf Deutsche Meisterschaften errang.

## Leben
Warnemünde begann seine Karriere beim Kieler Radfahrer-Verein, wo er sich im Jahr 1936 in Kiel den Goldenen Kranz im Radrennen, die Meisterschaft von Schleswig-Holstein holte. Durch Zufall stieß er im gleichen Jahr auf eine Gruppe von Leichtathleten, die zur Kieler Waldlaufmeisterschaft an den Start gingen. Spontan schloss er sich ihnen an und beendete den Wettbewerb als Dritter. Daraufhin kaufte er sich Spikes und begann ein planvolles Leichtathletiktraining. Bereits im Jahr 1938 rangierte er in der deutschen Spitzengruppe der Mittel- und Langstreckenläufer.

## Erfolge
Ludwig („Luden“) Warnemünde wurde im Jahr 1943 Deutscher Meister im 1500-Meter-Lauf. Im Jahr 1950 belegte er den zweiten Platz, in den Jahren 1942 und 1946 wurde er jeweils Dritter. In den Jahren 1947 und 1948 wurde er Deutscher Meister im 5000-Meter-Lauf. Im Jahr 1952 wurde er Deutscher Marathonmeister. Bei den deutschen Meisterschaften im Wald- und Crosslauf gewann er im Jahr 1948 den Titel über 7,6 km, 1949 wurde er Zweiter.
Warnemünde hatte sich im Jahr 1939 über 5000 Meter für die Olympischen Spiele 1940 in Helsinki qualifiziert, die aber wegen des Zweiten Weltkrieges ausfielen. Für die Olympischen Spiele 1948 in London wäre er ebenfalls startberechtigt gewesen, aber Deutschland durfte nicht teilnehmen. Erst im Jahr 1952 bei den Olympischen Spielen in Helsinki konnte er im Marathonlauf starten. Hier belegte er durch starke Leberbeschwerden fast während des gesamten Laufs behindert den 43. Platz.
1942 wurde er lettischer Meister im 5-km-Lauf. Im Jahr 1952 gewann er den Paderborner Osterlauf über 30 km.

## Bestzeiten
- 1500 Meter: 3:54,0 min (1939) (Quelle: Zeitungsartikel von Berno Wischmann 1948)
- 3000 Meter: 8:21,0 min (1950)
- 5000 Meter: 14:43,2 min (1948) (Quelle: Zeitungsartikel von Berno Wischmann 1948)
- Marathon: 2:32:57,0 h (1952)